# Anne Fausto-Sterling
Anne Fausto-Sterling (New York, 30 juli 1944) is een Amerikaans seksuoloog die veel over gender en seksualiteit heeft geschreven. Ze is emeritus hoogleraar in biologie en genderwetenschappen aan de Brown-universiteit. Evelyn Hammonds noemde haar een van de meest invloedrijke feministische wetenschappers van haar generatie.

## Wetenschappelijk werk
Fausto-Sterling werkte veertig jaar aan de Brown-universiteit. In haar werk over gender bestreed ze het "nature versus nurture" debat over genderverschillen. Volgens haar zijn zowel nature als nurture verantwoordelijk voor deze verschillen. Zij stelde dan ook dat geslacht niet binair was, maar een continuüm kent. Zo schreef ze hierover: "Sekse en gender kunnen het beste worden geconceptualiseerd als punten in een multidimensionale ruimte".
Deze complexiteit van gender zette Fausto-Sterling uiteen in haar boeken Myths of Gender en Sex/Gender: Biology in a Social World. In deze boeken benadrukte ze dat gender en seksuele geaardheid nooit een reden mogen zijn tot discriminatie en dat wetenschap niet gescheiden kan worden van de politiek.
In haar provocatieve artikel "The Five Sexes" stelde Fausto-Sterling dat het binaire model van twee sekses veel te beperkt is om de reikwijdte van de menselijke geslachten te verklaren. Volgens haar zijn er vele gradaties die van man naar vrouw lopen en stelt dat er in dit spectrum vijf verschillende sekses bestaan.

## Persoonlijk
Fausto Sterling is sinds 2004 getrouwd met de Amerikaanse toneelschrijver Paula Vogel.

## Boeken
- Myths of Gender: Biological Theories About Women and Men (2nd ed.). New York: Basic Books. 1992. ISBN 9780465047925.
- Sexing the Body: Gender Politics and the Construction of Sexuality. New York: Basic Books. 2000. ISBN 9781541672895.
- Sex/Gender: Biology in a Social World. New York: Routledge. 2012. ISBN 9780415881456.